# Cikahuripan (Cisolok)
Cikahuripan is een bestuurslaag in het regentschap Sukabumi van de provincie West-Java, Indonesië. Cikahuripan telt 5872 inwoners (volkstelling 2010).